# Championnats du monde de gymnastique rythmique 1973
Les VIe championnats du monde de gymnastique rythmique se sont tenus à Rotterdam aux Pays-Bas du 15 au 18 novembre 1973. 

## Résultats

### Épreuves individuelles

#### Massues
| Rang | Nation                        | Gymnaste              | AA Score | AF Score | Total  |
| ---- | ----------------------------- | --------------------- | -------- | -------- | ------ |
| 1    | Drapeau de l'URSS             | Galina Shugurova      | 9.200    | 9.350    | 18.550 |
| 2    | Drapeau de l'URSS             | Natalia Krachinnekova | 9.050    | 9.400    | 18.450 |
| 3    | Drapeau de la Bulgarie        | Maria Gigova          | 9.150    | 9.100    | 18.250 |
| 4    | Drapeau de la Tchécoslovaquie | Marcela Klingerova    | 9.050    | 9.100    | 18.150 |
| 5    | Drapeau de la Hongrie         | Maria Patocska        | 8.950    | 8.950    | 17.900 |
| 6    | Drapeau de la Tchécoslovaquie | Tatiana Krenova       | 8.950    | 8.450    | 17.400 |

#### Cerceau
| Rang | Nation                      | Gymnaste              | AA Score | AF Score | Total  |
| ---- | --------------------------- | --------------------- | -------- | -------- | ------ |
| 1    | Drapeau de la Bulgarie      | Maria Gigova          | 9.650    | 9.850    | 19.500 |
| 2    | Drapeau de la Bulgarie      | Krassimira Filipova   | 9.500    | 9.700    | 19.200 |
| 3    | Drapeau de la Bulgarie      | Nechka Robeva         | 9.450    | 9.700    | 19.150 |
| 4=   | Drapeau de l'URSS           | Natalia Krachinnekova | 9.350    | 9.700    | 19.050 |
| 4=   | Drapeau de la Hongrie       | Maria Patocska        | 9.500    | 9.550    | 19.050 |
| 6    | Drapeau de la Corée du Nord | Myung Tschee          | 9.400    | 9.300    | 18.700 |

#### Ballon
| Rang | Nation                 | Gymnaste              | AA Score | AF Score | Total  |
| ---- | ---------------------- | --------------------- | -------- | -------- | ------ |
| 1    | Drapeau de l'URSS      | Galina Shugurova      | 9.800    | 9.900    | 19.700 |
| 2    | Drapeau de l'URSS      | Natalia Krachinnekova | 9.800    | 9.650    | 19.450 |
| 3    | Drapeau de la Bulgarie | Nechka Robeva         | 9.500    | 9.600    | 19.100 |
| 4    | Drapeau de la Bulgarie | Maria Gigova          | 9.500    | 9.550    | 19.050 |
| 5    | Drapeau de la Bulgarie | Krassimira Filipova   | 9.400    | 9.600    | 19.000 |
| 6    | Drapeau de la Hongrie  | Maria Patocska        | 9.350    | 9.400    | 18.750 |

#### Ruban
| Rang | Nation                 | Gymnaste              | AA Score | AF Score | Total  |
| ---- | ---------------------- | --------------------- | -------- | -------- | ------ |
| 1    | Drapeau de l'URSS      | Galina Shugurova      | 9.600    | 9.750    | 19.350 |
| 2    | Drapeau de l'URSS      | Natalia Krachinnekova | 9.600    | 9.650    | 19.250 |
| 3    | Drapeau de la Bulgarie | Maria Gigova          | 9.550    | 9.600    | 19.150 |
| 4    | Drapeau de l'URSS      | Galina Schafrova      | 9.500    | 9.600    | 19.100 |
| 5    | Drapeau de la Bulgarie | Nechka Robeva         | 9.350    | 9.450    | 18.800 |
| 6    | Drapeau de la Bulgarie | Krassimira Filipova   | 9.350    | 9.400    | 18.750 |

#### Concours général individuel
| Rang | Nation                                                        | Gymnaste               |       |       |       |       | Total  |
| ---- | ------------------------------------------------------------- | ---------------------- | ----- | ----- | ----- | ----- | ------ |
| 1=   | Drapeau de la Bulgarie                                        | Maria Gigova           | 9.150 | 9.650 | 9.500 | 9.550 | 37.850 |
| 1=   | Drapeau de l'URSS                                             | Galina Shugurova       | 9.200 | 9.250 | 9.800 | 9.600 | 37.850 |
| 3    | Drapeau de l'URSS                                             | Natalia Krachinnekova  | 9.050 | 9.350 | 9.800 | 9.600 | 37.800 |
| 4    | Drapeau de la Bulgarie                                        | Krassimira Filipova    | 8.900 | 9.500 | 9.400 | 9.350 | 37.150 |
| 5    | Drapeau de la Hongrie                                         | Maria Patocska         | 8.950 | 9.500 | 9.350 | 9.250 | 37.050 |
| 6    | Drapeau de la Bulgarie                                        | Nechka Robeva          | 8.700 | 9.450 | 9.500 | 9.350 | 37.000 |
| 7    | Drapeau de l'URSS                                             | Galina Schafrova       | 8.750 | 9.350 | 9.250 | 9.500 | 36.850 |
| 8    | Drapeau de la Tchécoslovaquie                                 | Tatiana Krenova        | 8.950 | 9.250 | 8.950 | 9.150 | 36.300 |
| 9=   | Drapeau de la Tchécoslovaquie                                 | Alena Batkova          | 8.800 | 9.200 | 8.800 | 9.200 | 36.000 |
| 9=   | Drapeau de la Corée du Nord                                   | Myung Tschee           | 8.350 | 9.400 | 8.950 | 9.300 | 36.000 |
| 11   | Drapeau de la Corée du Nord                                   | Myung Kim              | 8.600 | 9.250 | 8.750 | 9.250 | 35.850 |
| 12   | Drapeau de l'Allemagne de l'Est                               | Susanne Ebert          | 8.850 | 9.150 | 8.850 | 8.900 | 35.750 |
| 13=  | Drapeau de l'Allemagne de l'Est                               | Elke Böttger           | 8.800 | 8.850 | 9.050 | 8.950 | 35.650 |
| 13=  | Drapeau de l'Allemagne de l'Est                               | Sylvia Schneidewind    | 8.550 | 9.150 | 9.050 | 8.900 | 35.650 |
| 15   | Drapeau de la Corée du Nord                                   | Seun Dje               | 8.750 | 9.000 | 8.850 | 9.000 | 35.600 |
| 16   | Drapeau de Cuba                                               | Sonia Pedroso          | 7.900 | 9.300 | 9.050 | 9.250 | 35.500 |
| 17   | Drapeau du Japon                                              | Kinue Kobayashi        | 8.500 | 9.050 | 8.800 | 8.900 | 35.250 |
| 18   | Drapeau de la Roumanie                                        | Rodica Pintea          | 8.200 | 9.100 | 8.700 | 9.200 | 35.200 |
| 19=  | Drapeau de Cuba                                               | Xiomara Ameller        | 8.350 | 9.100 | 8.700 | 9.000 | 35.150 |
| 19=  | Drapeau du Japon                                              | Michiya Kurokawa       | 8.350 | 8.850 | 9.200 | 8.750 | 35.150 |
| 21=  | Drapeau de la Pologne                                         | Hanna Anczykowska      | 8.600 | 8.650 | 8.850 | 8.800 | 34.900 |
| 21=  | Drapeau : Allemagne de l'Ouest                                | Carmen Rischer         | 8.300 | 9.000 | 8.950 | 8.650 | 34.900 |
| 23   | Drapeau de la Pologne                                         | Lucina Czerwinska      | 8.250 | 8.950 | 8.600 | 8.800 | 34.600 |
| 24   | Drapeau : Allemagne de l'Ouest                                | Jutta Bachmann         | 7.900 | 8.850 | 8.850 | 8.900 | 34.500 |
| 25   | Drapeau de la République fédérative socialiste de Yougoslavie | Ivana Obucina          | 8.600 | 8.950 | 8.650 | 8.200 | 34.400 |
| 26   | Drapeau du Japon                                              | Yukikao Marumono       | 8.250 | 8.300 | 9.050 | 8.750 | 34.350 |
| 27   | Drapeau de la Tchécoslovaquie                                 | Marcela Klingerova     | 9.050 | 7.000 | 9.050 | 9.200 | 34.300 |
| 28   | Drapeau des Pays-Bas                                          | Janny Oost             | 8.400 | 8.800 | 8.400 | 8.650 | 34.250 |
| 29   | Drapeau de la République fédérative socialiste de Yougoslavie | Snezana Zorovig        | 8.250 | 8.900 | 8.300 | 8.550 | 34.000 |
| 30   | Drapeau de la République fédérative socialiste de Yougoslavie | Wesna Maloparac        | 8.400 | 8.800 | 8.100 | 8.500 | 33.800 |
| 31   | Drapeau des Pays-Bas                                          | Benhy Van Midden       | 8.300 | 8.150 | 8.450 | 8.550 | 33.450 |
| 32   | Drapeau des Pays-Bas                                          | Grietje Molenbuur      | 8.250 | 8.250 | 8.350 | 8.550 | 33.400 |
| 33=  | Drapeau de la Roumanie                                        | Christina Sima         | 8.200 | 8.300 | 8.300 | 8.550 | 33.350 |
| 33=  | Drapeau de la France                                          | Patricia Vanauld       | 7.700 | 8.800 | 8.600 | 8.250 | 33.350 |
| 35   | Drapeau du Canada                                             | Denise Fujiwara        | 8.250 | 8.500 | 8.150 | 8.350 | 33.250 |
| 36   | Drapeau de la Suède                                           | Eva Ericson            | 8.050 | 8.200 | 8.400 | 8.550 | 33.200 |
| 37   | Drapeau de la France                                          | Catherine Bucheton     | 7.800 | 8.350 | 8.550 | 8.400 | 33.100 |
| 38   | Drapeau du Canada                                             | Shirley Lethinen       | 7.850 | 8.450 | 8.150 | 8.600 | 33.050 |
| 39   | Drapeau de la Belgique                                        | Gilberte Eeckhout      | 7.800 | 8.250 | 8.250 | 8.550 | 32.850 |
| 40   | Drapeau : Allemagne de l'Ouest                                | Sybille von Gleich     | 7.850 | 8.250 | 8.000 | 8.700 | 32.800 |
| 41   | Drapeau de la France                                          | Josette Bellanger      | 7.950 | 8.450 | 8.350 | 7.900 | 32.650 |
| 42   | Drapeau du Canada                                             | Donna Kadwell          | 7.600 | 8.450 | 7.900 | 7.950 | 31.900 |
| 43   | Drapeau de l'Autriche                                         | Gundi Binder           | 8.050 | 8.200 | 7.200 | 8.400 | 31.850 |
| 44   | Drapeau de la Nouvelle-Zélande                                | Janice Heale           | 7.800 | 8.250 | 7.450 | 7.950 | 31.450 |
| 45   | Drapeau des États-Unis                                        | ? Brumgart             | 8.000 | 8.000 | 7.550 | 7.700 | 31.250 |
| 46   | Drapeau de la Suède                                           | Lisbeth Blomdahl       | 7.450 | 7.800 | 7.700 | 8.100 | 31.050 |
| 47   | Drapeau de la Belgique                                        | Monica de Corte        | 7.150 | 7.900 | 7.600 | 7.900 | 30.550 |
| 48   | Drapeau de la Nouvelle-Zélande                                | Dale Mercier           | 7.000 | 8.150 | 7.100 | 8.150 | 30.400 |
| 49   | Drapeau des États-Unis                                        | Kathryn Brym           | 7.300 | 7.850 | 6.850 | 7.900 | 29.900 |
| 50   | Drapeau du Danemark                                           | Jytte Ulbrandt-Hansen  | 7.150 | 7.550 | 8.000 | 7.100 | 29.800 |
| 51   | Drapeau du Danemark                                           | Lotte Tybjerg-Pedersen | 7.050 | 7.300 | 7.450 | 7.900 | 29.700 |
| 52   | Drapeau de la Belgique                                        | Brita de Kimpe         | 7.500 | 7.700 | 7.750 | 6.500 | 29.450 |
| 53   | Drapeau de la Nouvelle-Zélande                                | Janette Ralph          | 6.100 | 8.250 | 7.050 | 7.800 | 29.200 |
| 54   | Drapeau d’Israël                                              | Recouvith Bloch        | 6.050 | 7.650 | 7.550 | 7.600 | 28.850 |
| 55   | Drapeau de l'Autriche                                         | Edith Haas             | 6.250 | 7.850 | 7.150 | 7.350 | 28.600 |
| 56   | Drapeau d’Israël                                              | Batia Masnikov         | 6.350 | 7.300 | 7.250 | 6.950 | 27.850 |
| 57   | Drapeau de l'Autriche                                         | Ingeborg Werther       | 5.750 | 7.100 | 7.250 | 7.350 | 27.450 |
| 58   | Drapeau de l'Espagne                                          | Concha Corrales        | 5.700 | 6.650 | 7.150 | 6.250 | 25.750 |
| 59   | Drapeau de l'Espagne                                          | Ernestina Lucea        | 5.800 | 6.800 | 7.150 | 5.950 | 25.700 |
| 60   | Drapeau de l'Espagne                                          | Teresa de Isla         | 5.800 | 6.500 | 6.700 | 6.300 | 25.300 |
| 61   | Drapeau du Mexique                                            | Romera Lopez           | 5.100 | 6.950 | 6.350 | 6.650 | 25.050 |
| 62   | Drapeau du Mexique                                            | Pureco Garcia          | 4.750 | 6.850 | 6.000 | 6.750 | 24.350 |
| 63   | Drapeau du Mexique                                            | Miranda Raya           | 4.000 | 6.300 | 5.000 | 6.600 | 21.900 |

### Ensembles

#### Finale
| Rang | Nation | Preliminary Score | Final Score | Total  |
| ---- | ------ | ----------------- | ----------- | ------ |
| 1    | URS    | 18.550            | 18.950      | 37.500 |
| 2    | TCH    | 18.300            | 18.550      | 36.850 |
| 3    | GDR    | 17.850            | 18.750      | 36.600 |
| 4    | ITA    | 18.000            | 18.400      | 36.400 |
| 5    | BUL    | 18.150            | 18.150      | 36.300 |
| 6    | PRK    | 17.650            | 18.150      | 35.800 |

#### Préliminaires
| Rang | Nation | Score  |
| ---- | ------ | ------ |
| 1    | URS    | 18.550 |
| 2    | TCH    | 18.300 |
| 3    | BUL    | 18.150 |
| 4    | ITA    | 18.000 |
| 5    | GDR    | 17.850 |
| 6    | PRK    | 17.650 |
| 7    | JPN    | 17.300 |
| 8    | CUB    | 17.150 |
| 9    | NED    | 16.850 |
| 10   | FRG    | 16.600 |
| 11   | FRA    | 16.450 |
| 12   | FIN    | 16.100 |
| 13   | BRA    | 16.050 |
| 14   | CAN    | 15.850 |
| 15   | DEN    | 15.800 |
| 16   | SWE    | 15.500 |
| 17   | AUT    | 14.900 |
| 18   | MEX    | 13.050 |

## Tableau des médailles
| Rang | Nation | Or | Argent | Bronze | Total |
| ---- | ------ | -- | ------ | ------ | ----- |
| 1    | URS    | 5  | 3      | 1      | 9     |
| 2    | BUL    | 2  | 1      | 4      | 7     |
| 3    | TCH    | 0  | 1      | 0      | 1     |
| 4    | GDR    | 0  | 0      | 1      | 1     |